# Княжиха (Владимирская область)
Княжиха — деревня в Юрьев-Польском районе Владимирской области России, входит в состав Красносельского сельского поселения.

## География
Деревня расположена на берегу речки Пиклия в 32 км на северо-восток от райцентра города Юрьев-Польский.

## История
В XIX — начале XX века деревня входила в состав Городищенской волости Юрьевского уезда, с 1925 года — в составе Ленинской волости Юрьев-Польского уезда Иваново-Вознесенской губернии. В 1859 году в деревне числилось 12 дворов, в 1905 году — 16 дворов.
С 1929 года деревня входила в состав Иворского сельсовета Юрьев-Польского района, с 1954 года — в составе Подолецкого сельсовета, с 2005 года — в составе Красносельского сельского поселения.

## Население
| 1859 | 1905 | 2002 | 2010 | 2021 |
| ---- | ---- | ---- | ---- | ---- |
| 111  | ↘107 | ↘3   | ↗7   | ↘2   |